# アメリカ合衆国国務次官補（東アジア・太平洋担当）
アメリカ合衆国において、国務次官補（東アジア・太平洋担当）（こくむじかんほ（ひがしアジアたいへいようたんとう）、Assistant Secretary of State for East Asian and Pacific Affairs）は、国務省東アジア・太平洋局の長である。担当区域毎に6人いる国務次官補の一人。政治担当国務次官の下に属し、国務長官および担当国務次官に対してアジア太平洋地域の問題に関する助言を行う。アジア太平洋地域に関する政治的問題に対処し、これらの地域の国々と合衆国との間の外交関係および外交政策について責任を負う。

## 歴史
1947年、行政部門組織委員会（第一次フーヴァー委員会）は既存の部署のいくつかを局レベルに昇格させるべきとの提言を行った。その後1949年5月26日に連邦議会が国務次官補の定員を6人から10人に拡大する決議 (P.L. 81-73; 63 Stat. 111) を行うと、国務省は極東担当国務次官補を創設した。1966年11月1日、国務省は極東担当国務次官補を東アジア・太平洋担当国務次官補に改め、担当地域をアジア太平洋地域に拡大した。

## 歴代極東担当国務次官補
| 代 | 氏名                                 | 任命           | 在任期間      | 在任期間       | 備考  |
| 代 | 氏名                                 | 任命           | 着任          | 退任           | 備考  |
| -- | ------------------------------------ | -------------- | ------------- | -------------- | ----- |
| 1  | ウィリアム・ウォルトン・バターワース | 1949年9月27日  | 1949年9月29日 | 1950年7月4日   |       |
| 2  | ディーン・ラスク                     | 1950年2月8日   | 1950年3月28日 | 1951年12月9日  |       |
| 3  | ジョン・ムーア・アリソン             | 1952年2月1日   | 1952年2月1日  | 1953年4月7日   |       |
| 4  | ウォルター・ロバートソン             | 1953年3月27日  | 1953年4月8日  | 1959年6月30日  |       |
| 5  | ジェイムズ・グラハム・パーソンズ     | 1959年6月5日   | 1959年7月1日  | 1961年3月30日  |       |
| 6  | ウォルター・マッコーニイ             | 1961年4月18日  | 1961年4月24日 | 1961年12月3日  |       |
| 7  | W・アヴェレル・ハリマン              | 1961年11月29日 | 1961年12月4日 | 1963年4月3日   | [ 1 ] |
| 8  | ロジャー・ヒルズマン                 | 1963年4月25日  | 1963年5月9日  | 1964年3月15日  |       |
| 9  | ウィリアム・バンディ                 | 1964年3月10日  | 1964年3月16日 | 1966年10月30日 |       |

## 歴代東アジア・太平洋担当国務次官補
| 代 | 氏名                                 | 任命           | 在任期間       | 在任期間      | 備考  |
| 代 | 氏名                                 | 任命           | 着任           | 退任          | 備考  |
| -- | ------------------------------------ | -------------- | -------------- | ------------- | ----- |
| 9  | ウィリアム・バンディ                 |                | 1966年11月1日  | 1969年5月4日  |       |
| 10 | マーシャル・グリーン                 | 1969年5月1日   | 1969年5月5日   | 1973年5月10日 |       |
|    | マクマートリー・ゴッドリー           |                |                |               | [ 2 ] |
| 11 | ロバート・スティーヴン・インガーソル | 1973年12月19日 | 1974年1月8日   | 1974年7月9日  |       |
| 12 | フィリップ・ハビブ                   | 1974年9月19日  | 1974年9月27日  | 1976年6月30日 |       |
| 13 | アーサー・フンメル                   | 1976年6月16日  | 1976年7月12日  | 1977年3月14日 |       |
| 14 | リチャード・ホルブルック             | 1977年3月23日  | 1977年3月31日  | 1981年1月13日 |       |
| 15 | ポール・ウォルフォウィッツ           | 1982年12月16日 | 1982年12月22日 | 1986年3月12日 |       |
| 16 | ガストン・シグール                   | 1986年3月4日   | 1986年3月12日  | 1989年2月21日 |       |
|    | リチャード・アーミテージ             |                |                |               | [ 3 ] |
| 17 | リチャード・ソロモン                 | 1989年6月23日  | 1989年6月23日  | 1992年7月10日 |       |
| 18 | ウィリアム・クラーク                 | 1992年7月7日   | 1992年7月10日  | 1993年4月23日 |       |
| 19 | ウィンストン・ロード                 | 1993年4月22日  | 1993年4月23日  | 1997年2月18日 |       |
| 20 | スタンリー・ロス                     | 1997年8月1日   | 1997年8月5日   | 2001年1月20日 |       |
| 21 | ジェイムズ・アンドリュー・ケリー     | 2001年4月30日  | 2001年5月1日   | 2005年1月31日 |       |
| 22 | クリストファー・ヒル                 | 2005年3月28日  | 2005年4月8日   | 2009年4月21日 |       |
| 23 | カート・キャンベル                   |                | 2009年6月2日   | 2013年2月8日  |       |
| 24 | ダニエル・ラッセル                   |                | 2013年7月12日  | 2017年3月8日  |       |
| -  | スーザン・ソーントン                 |                | 2017年3月9日   | 2018年7月     | [ 4 ] |
| -  | W・パトリック・マーフィー            |                | 2018年7月      | 2019年6月     | [ 4 ] |
| 25 | デイヴィッド・スティルウェル         |                | 2019年7月      | 2021年1月     |       |
| -  | ソン・キム                           |                | 2021年1月      | 2021年6月     | [ 4 ] |
| 26 | ダニエル・クリテンブリンク           |                | 2021年9月      | 2025年1月     |       |
| -  | ショーン・オニール                   |                | 2025年1月      | 現職          | [ 4 ] |